# 北基伍省
北基伍省（法語：Province du Nord Kivu）是位于刚果民主共和国东部的一个省，首府戈马，與烏干達及盧安達兩國接壤，人口3,564,434（1998年），面積59,483 km²。2008年10月25日开始，反政府武装同政府军展开在北基伍省东部激烈激战。

## 北基伍省的镇
- 戈马（Goma）
- 布滕博（Butembo）